# 新郑大枣
新郑大枣，又名新郑圆枣，是产于河南新郑地区的一种大枣，有核小肉厚、含糖量高、易储存的特點，新郑由此被中国国家林业局命名为“中国红枣之乡”。新郑大枣以状如鸡心的“鸡心红”小枣最为有名。
新郑裴李岗文化遗址曾出土8000多年前的枣核，在新郑民间发现的汉代铜镜上刻有“上有仙人不知老，渴饮礼泉饥食枣”的诗句。明朝时，新郑枣树种植已成相当规模，高启留下了“霜天有枣收几斛，剥食可当江南粳”的诗句。邓小平访问日本时，专门将新郑鸡心枣作为礼物送给日本昭和天皇。
1998年，新郑举办中华枣乡风情游，随后逐年举办。2021年中华枣乡风情游暨第十九届红枣文化节在新郑启幕。